# Jonathan Rhys Meyers
Jonathan Michael Francis O’Keeffe (Dublin, 1977. július 27. –) Golden Globe-díjas ír színész és modell.
Először az Elvis Presley életéről szóló televíziós minisorozatban nyújtott alakításáért kapta meg a legjobb férfiszereplőnek járó Golden Globe-díjat. A Tudorok című történelmi drámasorozatban VIII. Henrik angol király megformálásáért számos jelöléssel büszkélkedhet.
A Velvet Goldmine-ban és az August Rush-ban énekes szerepeket is kapott. Több Hugo Boss parfümreklám arca.

## Élete

### Gyermekkora
Jonathan Michael Francis O’Keeffe néven született Geraldine Meyers és a zenész John O’Keefe fiaként. Művészneve édesanyja leánykori nevéből származik. Élete első hónapjait kórházban töltötte, mert súlyos szívbetegséggel jött világra, ezért hamar megkeresztelték, attól félve, hogy nem éli meg a hagyományos római katolikus szertartás időpontját. Egyéves korában költöztek Corkba, ahol három öccsével, Jamie-vel, Alannel és Paullal - akik hivatásos zenészek - nevelkedtek. Hároméves korában szülei különváltak. Ő és Alan az édesanyjukkal éltek, míg másik két testvére az édesapjukkal a nagymamához költözött. Jonathan felvételt nyert a híres North Monastery Schoolba.

### Pályafutása
Ideje nagy részét csavargással vagy biliárdtermekben töltötte, ezért 16 éves korában eltanácsolták az iskolából. Kedvenc helyén figyelt fel rá és hívta meghallgatásra egy ügynökség, akik fiatal, ír fiúkat kerestek a Gombháború című gyerekfilmhez. Habár ebben a filmben végül nem kapott szerepet, az ügynökség ösztönözte arra, hogy színészi pályán folytassa. Nem sokkal később megkapta első szerepét a A Man of No Importance című 1994-es drámában. 1996-ban Michael Collins gyilkosaként jelenik meg az azonos című filmben és 1999-ben A pokol lovasaiban Pitt Mackeson pszichopata gerilla harcosként.
Több televíziós sorozatban szerepelt, mint például a Gormenghast (2000) és a 4 órás Elvis (2005) című CBS-minisorozatban a „király” bőrében Randy Quaid és Rose McGowan partnereként. Bár az utóbbiban nem ő énekelt, szerzett egy Emmy-jelölést és egy Golden Globe-ot. 2007-ben főszereplőként újabb Golden Globe-ra jelölték a Legjobb televíziós dráma színész kategóriában a CBS és a Showtime közös produkciójában, a Tudorokban nyújtott alakításáért.
Szerepei változatosak. Míg a Velvet Goldmine-ban (1998) egy David Bowie inspirálta glam rock sztárként, addig a Csavard be, mint Beckham című vígjátékban egy lány focicsapat edzőjeként, később pedig egy kosztümös drámában, a Hiúság vásárában jelenik meg Reese Witherspoon oldalán. Az Oliver Stone által jegyzett Nagy Sándorban (2004) Colin Farrell-lel és Angelina Jolie-val játszik. 2005-ben Woody Allen filmjében, a Match Pointban tűnik fel, amiért a cannes-i fesztiválról Arany Pálmával térhetett haza. Szerepet kapott még a Mission: Impossible IIIban (2006), az A szeretet szimfóniájában (2007), a Párizsból szeretettel (2010) című akciófilmben Julianne Moore és John Travolta mellett.
Rhys Meyers autodidakta módon tanult meg énekelni és gitározni, és már több zenei díjat is bezsebelt. A Velvet Goldmine két dala is az övé. A Szeretet szimfóniájában Lois Conelly énekes-dalíró megformálásával és négy saját dallal járult a film sikeréhez.
2008 februárjában megkapta a The Hope Fundanation nagykövete címet. Az alapítvány Kalkutta elszegényedett utcagyerekeinek nyújt ellátást és menedéket. Rhys Meyers reményei szerint nevével sikerül felhívnia a figyelmet a problémára. Követként ellátogatott Indiába és dokumentumfilmet készített a karitasz-tevékenységről. 2005 óta a Hugo Boss és a  2006-2007-es őszi/téli Versace férfi kollekció arca. 2008 februárjában megkapta a The Hope Fundanation nagykövete címet.
2008. október 5-én Rhys Meyers tiszteletbeli védnöki címet nyert a Trinity College Filozófiai Társaságban, Dublinban.

### Magánélete
Jonathan Rhys Meyers több házat birtokol Los Angelesben, Dublinban, Londonban és Monacóban. Amikor nem dolgozik, idejét Los Angelesbenben, vagy Londonban tölti. Van egy Belle nevű lova és egy csivavája, Boo Boo.
2005 májusában alkohol rehabilitációra jelentkezett egy kaliforniai intézetbe. Rhyst 2007-ben letartóztatták a dublini repülőtéren. Részegséggel és rendbontással vádolták. A dublini kerületi bíróság óvadékot állapított meg, amit később ejtettek, hogy reklámozhassa akkor debütáló filmjét. 2009 februárjában már harmadjára jelentkezett rehabilitációra, majd alig 3 héttel később elhagyta az intézményt. 2009. június 20-án újból letratóztatták a párizsi Párizs-Charles de Gaulle repülőtéren, miután állítólag egy ottani bárban rátámadt egy alkalmazottra és halálosan megfenyegette. 2010 májusában a United Airlines eltiltotta a repüléstől, ittas állapotban ellenséges és zavart okozó viselkedése miatt.

## Filmográfia

### Film
| Év   | Magyar cím                    | Eredeti cím                           | Szerep                                                                   | Magyar hang           |
| ---- | ----------------------------- | ------------------------------------- | ------------------------------------------------------------------------ | --------------------- |
| 1994 |                               | A Man of No Importance                | fiatal férfi                                                             |                       |
| 1996 |                               | La lengua asesina                     | Rudolph                                                                  |                       |
| 1996 |                               | The Disappearance of Finbar           | Finbar Flynn                                                             |                       |
| 1996 | Michael Collins               | Michael Collins                       | Collins merénylője                                                       | Minárovits Péter      |
| 1997 | A teremtő                     | The Maker                             | Josh Minnell                                                             | Tímár Andor           |
| 1997 | Hazudozni Amerikában          | Telling Lies in America               | Kevin Boyle                                                              | Breyer Zoltán         |
| 1998 | Bálványrock – Velvet Goldmine | Velvet Goldmine                       | Brian Slade                                                              |                       |
| 1998 | A nevelőnő                    | The Governess                         | Henry Cavendish                                                          | Lippai László         |
| 1998 | Vad szépség                   | B. Monkey                             | Bruno                                                                    |                       |
| 1998 |                               | The Tribe                             | Adam                                                                     |                       |
| 1999 | Az ártatlanság elvesztése     | The Loss of Sexual Innocence          | Nic fiatalon                                                             | Benedikty Marcell     |
| 1999 | A pokol lovasai               | Ride with the Devil                   | Pitt Mackeson                                                            | Seszták Szabolcs      |
| 1999 | Titusz                        | Titus                                 | Chiron                                                                   | Boros Zoltán          |
| 2001 | A Prozac népe                 | Prozac Nation                         | Noah                                                                     |                       |
| 2001 | Csiki-csuki bosszú            | Tangled                               | Alan Hammond                                                             |                       |
| 2001 | Gyilkos lelkiismeret          | Happy Now                             | Mark Wraith                                                              |                       |
| 2002 | Csavard be, mint Beckham      | Bend It Like Beckham                  | Joe                                                                      | Hujber Ferenc         |
| 2003 | Tesseract                     | The Tesseract                         | Sean                                                                     | Viczián Ottó          |
| 2003 |                               | Octane                                | apa                                                                      |                       |
| 2003 | Űzött vad                     | I'll Sleep When I'm Dead              | Davey Graham                                                             | Csőre Gábor           |
| 2003 |                               | The Emperor's Wife                    | Chamberlain                                                              |                       |
| 2004 | Hiúság vására                 | Vanity Fair                           | George Osborne kapitány                                                  | Juhász Zoltán         |
| 2004 | Nagy Sándor, a hódító         | Alexander                             | Kasszandrosz                                                             |                       |
| 2005 | Match Point                   | Match Point                           | Chris Wilton                                                             | Csőre Gábor           |
| 2006 | Mission: Impossible III       | Mission: Impossible III               | Declan Gormley                                                           | Nagy Ervin            |
| 2007 | A szeretet szimfóniája        | August Rush                           | Louis Connelly                                                           | Hujber Ferenc         |
| 2008 | A selyemút árvái              | The Children of Huang Shi             | George Hogg                                                              | Rajkai Zoltán         |
| 2008 |                               | A Film with Me in It                  | Pierce 2 (cameo)                                                         |                       |
| 2010 | Végső menedék                 | Shelter                               | Christian Moore tiszteletes / Adam Sabre / David Bernberg / Wesley Crite | Szabó Máté            |
| 2010 | Párizsból szeretettel         | From Paris with Love                  | James Reese                                                              | Kolovratnik Krisztián |
| 2010 | Párizsból szeretettel         | From Paris with Love                  | James Reese                                                              | Varga Gábor           |
| 2011 | Albert Nobbs                  | Albert Nobbs                          | Yarrell vikomt                                                           | Sörös Miklós          |
| 2012 |                               | Belle du Seigneur                     | Solal                                                                    |                       |
| 2013 | A végzet ereklyéi: Csontváros | The Mortal Instruments: City of Bones | Valentine Morgenstern                                                    | Varga Gábor           |
| 2014 |                               | Another Me                            | John Moffatt                                                             |                       |
| 2015 |                               | Stonewall                             | Trevor                                                                   |                       |
| 2016 |                               | The Rising                            | Padraig Pearse                                                           |                       |
| 2016 | London Town                   | London Town                           | Joe Strummer                                                             | Makranczi Zalán       |
| 2017 | Árnyék hatás                  | The Shadow Effect                     | Reese                                                                    | Zámbori Soma          |
| 2017 | Fekete pillangó               | Black Butterfly                       | Jack                                                                     | Makranczi Zalán       |
| 2017 |                               | Damascus Cover                        | Ari Ben-Sion / Hans Hoffmann                                             |                       |
| 2017 | A tizenkettedik férfi         | The 12th Man                          | Kurt Stage                                                               |                       |
| 2017 | Hogyan legyünk szentek?       | Holy Lands                            | David                                                                    | Pál Tamás             |
| 2018 |                               | The Aspern Papers                     | Morton Vint                                                              |                       |
| 2019 |                               | Awake                                 | John Doe                                                                 |                       |
| 2021 | A világ peremén               | Edge of the World                     | James Brooke                                                             | Dányi Krisztián       |
| 2021 |                               | American Night                        | John Kaplan                                                              |                       |
| 2021 |                               | Hide and Seek                         | Noah Blackwell                                                           |                       |
| 2021 |                               | Yakuza Princess                       | Shiro                                                                    |                       |
| 2021 | Az immunis                    | The Survivalist                       | Ben                                                                      | Bozsó Péter           |
| 2023 | Halálos csapda                | Ambush                                | Miller                                                                   | Bozsó Péter           |
| 2023 | 97 perc                       | 97 Minutes                            | Alex                                                                     | Bozsó Péter           |
| 2024 | A feltakarító brigád          | The Clean Up Crew                     | Alex                                                                     | Bozsó Péter           |
| 2024 |                               | Operation Blood Hunt                  | Murphy                                                                   |                       |

### Televízió

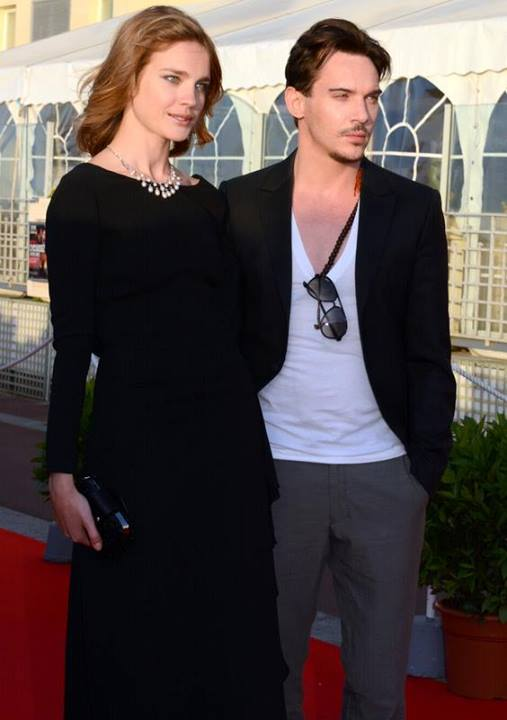
Meyers Natalja Vogyanovával a Belle du Seigneur premierjén, 2013-ban

| Év        | Magyar cím               | Eredeti cím               | Szerep                      | Megjegyzések                                                |
| --------- | ------------------------ | ------------------------- | --------------------------- | ----------------------------------------------------------- |
| 1996      | Sámson és Delila         | Samson and Delilah        | Sámson fiatalon             | minisorozat                                                 |
| 2000      |                          | Gormenghast               | Steerpike                   | minisorozat (4 epizód)                                      |
| 2002      | Az Ambersonok ragyogása  | The Magnificent Ambersons | George Amberson Minafer     | - tévéfilm - magyar hangja: - Bozsó Péter - Dányi Krisztián |
| 2003      | Az oroszlán télen        | The Lion in Winter        | II. Fülöp Ágost             | - tévéfilm - magyar hangja: - Hevér Gábor                   |
| 2005      | Elvis – A kezdet kezdete | Elvis                     | Elvis Presley               | - minisorozat (2 epizód) - magyar hangja: - Viczián Ottó    |
| 2007–2010 | Tudorok                  | The Tudors                | VIII. Henrik                | 38 epizód                                                   |
| 2013–2014 | Drakula                  | Dracula                   | Drakula / Alexander Grayson | 10 epizód                                                   |
| 2016      | Gyökerek                 | Roots                     | Tom Lea                     | minisorozat (3 epizód)                                      |
| 2017–2019 | Vikingek                 | Vikings                   | Heahmund                    | 17 epizód                                                   |